# Nikola
Nikola je moško in žensko osebno ime.

## Izvor imena
Nikola je različica moškega osebnega imena Nikolaj.

## Pogostost imena
Po podatkih Statističnega urada Republike Slovenije je bilo na dan 31. decembra 2007 v Sloveniji število moških oseb z imenom Nikola: 1.354. Med vsemi moškimi imeni pa je ime Nikola po pogostosti uporabe uvrščeno na 140. mesto.

## Osebni praznik
Osebe z imenom Nikola lahko godujejo takrat kot osbe z imenom Nikolaj.

## Znane osebe
- Nikola I. Petrović Njegoš, črnogorski kralj in pesnik
- Nikola Tesla, srbsko-ameriški elektroinženir in izumitelj